# Unai Bilbao
Unai Bilbao Arteta (Bilbao, 4 febbraio 1994) è un calciatore spagnolo, difensore del Club Tijuana.

## Caratteristiche tecniche
È un difensore centrale.

## Carriera

### Club
Nato a Bilbao, nel 2010 è entrato a far parte del settore giovanile del Barakaldo con cui ha debuttato fra i professionisti disputando l'incontro di Segunda División B perso 2-1 contro la Real Sociedad B il 9 aprile 2011. Nel giugno seguente si è trasferito all'Athletic Bilbao che dopo una stagione nel proprio settore giovanile lo ha girato per un biennio al Baskonia, squadra affiliata militante in Tercera División. Nel maggio 2014 è stato promosso nella seconda squadra del club biancorosso, dove ha contribuito con 29 presenze e due reti al ritorno in Segunda División che mancava da 19 anni. Nel maggio 2018 ha annunciato l'intenzione di non rinnovare il contratto in scadenza a luglio per via delle esigue prospettive di promozione in prima squadra, nonostante fosse il capitano delle riserve.
Un mese più tardi ha annunciato di aver trovato un accordo con l'Atlético San Luis, club messicano militante in Ascenso MX. Alla sua prima stagione ha subito conquistato la promozione in Liga MX vincendo i due tornei che suddividono la stagione messicana, in entrambi i casi sconfiggendo i Dorados in finale. Il 21 luglio 2019 ha debuttato in Liga MX giocando da titolare l'incontro perso 2-0 contro il Pumas UNAM.
Nel luglio del 2020 è stato ceduto in prestito annuale al Necaxa.

### Nazionale
Ha giocato nella nazionale spagnola Under-17.

## Statistiche
Statistiche aggiornate al 19 settembre 2020.

### Presenze e reti nei club
| Stagione                        | Squadra                         | Campionato                      | Campionato | Campionato | Coppe nazionali | Coppe nazionali | Coppe nazionali | Coppe continentali | Coppe continentali | Coppe continentali | Altre coppe | Altre coppe | Altre coppe | Totale | Totale | Totale |
| Stagione                        | Squadra                         | Comp                            | Pres       | Reti       | Comp            | Pres            | Reti            | Comp               | Pres               | Reti               | Comp        | Pres        | Reti        | Pres   | Reti   |        |
| ------------------------------- | ------------------------------- | ------------------------------- | ---------- | ---------- | --------------- | --------------- | --------------- | ------------------ | ------------------ | ------------------ | ----------- | ----------- | ----------- | ------ | ------ | ------ |
| 2010-2011                       | Barakaldo                       | SDB                             | 5          | 0          |                 | -               | -               |                    | -                  | -                  |             | -           | -           | 5      | 0      |        |
| 2011-2012                       | Baskonia                        | TD                              | 2          | 0          |                 | -               | -               |                    | -                  | -                  |             | -           | -           | 2      | 0      |        |
| 2012-2013                       | Baskonia                        | TD                              | 2          | 0          |                 | -               | -               |                    | -                  | -                  |             | -           | -           | 2      | 0      |        |
| 2013-2014                       | Baskonia                        | TD                              | 28         | 2          |                 | -               | -               |                    | -                  | -                  |             | -           | -           | 28     | 2      |        |
| Totale Baskonia                 | Totale Baskonia                 | Totale Baskonia                 | 32         | 2          |                 | -               | -               |                    | -                  | -                  |             | -           | -           | 32     | 2      |        |
| 2014-2015                       | Bilbao Athletic                 | SDB                             | 29         | 2          |                 | -               | -               |                    | -                  | -                  |             | -           | -           | 29     | 2      |        |
| 2015-2016                       | Bilbao Athletic                 | SD                              | 13         | 1          |                 | -               | -               |                    | -                  | -                  |             | -           | -           | 13     | 1      |        |
| 2016-2017                       | Bilbao Athletic                 | SDB                             | 23         | 1          |                 | -               | -               |                    | -                  | -                  |             | -           | -           | 23     | 1      |        |
| 2017-2018                       | Bilbao Athletic                 | SDB                             | 38         | 5          |                 | -               | -               |                    | -                  | -                  |             | -           | -           | 38     | 5      |        |
| Totale Bilbao Athletic          | Totale Bilbao Athletic          | Totale Bilbao Athletic          | 103        | 9          |                 | -               | -               |                    | -                  | -                  |             | -           | -           | 103    | 9      |        |
| 2018-2019                       | Atlético San Luis               | LDA                             | 40         | 2          | CM              | 1               | 0               |                    | -                  | -                  |             | -           | -           | 41     | 2      |        |
| 2019-2020                       | Atlético San Luis               | LMX                             | 14         | 1          | CM              | 4               | 0               |                    | -                  | -                  |             | -           | -           | 18     | 1      |        |
| Totale Bilbao Atlético San Luis | Totale Bilbao Atlético San Luis | Totale Bilbao Atlético San Luis | 54         | 3          |                 | 5               | 0               |                    | -                  | -                  |             | -           | -           | 59     | 3      |        |
| 2020-2021                       | Necaxa                          | LMX                             | 11         | 2          | -               | -               | -               |                    | -                  | -                  |             | -           | -           | 11     | 2      |        |
| Totale carriera                 | Totale carriera                 | Totale carriera                 | 69         | 12         |                 | 12              | 1               |                    | -                  | -                  |             | -           | -           | 81     | 13     |        |

## Palmarès

### Club
- Ascenso MX: 2

Atlético San Luis: 2018 (A), 2019 (C)